# 圣马尔库夫
圣马尔库夫（法語：Saint-Marcouf，法語發音：[sɛ̃ maʁkuf] ⓘ）是法国芒什省的一个市镇，属于瑟堡区。

## 地理
圣马尔库夫（49°28'23"N, 1°17'27"W）面积13.38 平方千米，位于法国诺曼底大区芒什省，该省份为法国西北部沿海省份，西、北、东北三面环大西洋，东起顺时针与卡爾瓦多斯省、奧恩省、马耶讷省和伊勒-维莱讷省接壤。
与圣马尔库夫接壤的市镇（或旧市镇、城区）包括：滨海丰特奈、阿泽维尔、埃蒙德维尔、圣弗洛克塞勒、圣梅尔埃格利斯。

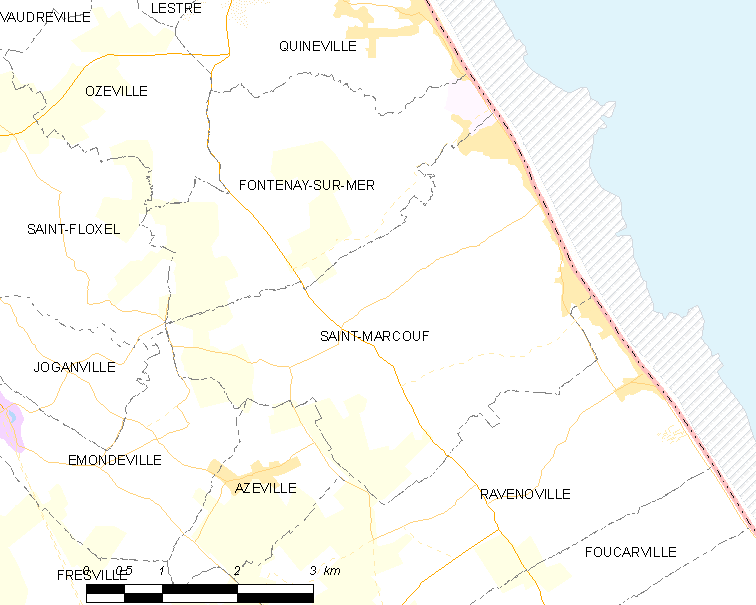
圣马尔库夫的OSM定位图

圣马尔库夫的时区为UTC+01:00、UTC+02:00（夏令时）。

## 行政
圣马尔库夫的邮政编码为50310，INSEE市镇编码为50507。

## 政治
圣马尔库夫所属的省级选区为瓦洛涅县。

## 人口

1962-2008年间圣马尔库夫人口变化图示

圣马尔库夫于2022年1月1日时的人口数量为353人。